# Michaił Zacharow (zapaśnik)
Michaił Zacharow (ros. Михаил Захаров; ur. 20 czerwca 1986) – rosyjski, a od 2009 roku kirgiski zapaśnik startujący w stylu wolnym. Zajął 29 miejsce na mistrzostwach świata w 2010. Akademicki wicemistrz świata w 2008. Trzeci na ME juniorów w 2005 roku.